# Northwest-Airlines-Flug 705
Northwest-Airlines-Flug 705 (Flugnummer: NW705) war ein inländischer Linienflug der Northwest Airlines von Miami nach Portland mit Zwischenstopps in Chicago, Spokane und Seattle. Am 12. Februar 1963 verunglückte auf diesem Flug die Boeing 720-051B N724US der Northwest Airlines kurz nach dem Start vom Flughafen Miami. Die Maschine geriet beim Durchfliegen eines schweren Gewitters außer Kontrolle, brach in der Luft auseinander und stürzte in die Everglades. Alle 43 Insassen kamen dabei ums Leben.

## Flugzeug
Bei der Maschine handelte es sich um eine Boeing 720-051B. Bei der Boeing 720 handelte sich eine Weiterentwicklung des Langstreckenflugzeugs der Boeing 707 zu einer speziellen Kurz- bis Mittelstreckenvariante mit verkürztem Rumpf. Bei dem auf Flug 705 eingesetzten Flugzeug handelte sich um die 224. je gebaute Boeing des Baureihe 707/720 mit der Werksnummer 18354. Diese hatte am 17. April 1962 ihren Erstflug absolviert und war anschließend an ihren Erstbesitzer Northwest Airlines ausgeliefert worden. Die Maschine trug das Luftfahrzeugkennzeichen N724US. Das vierstrahlige Mittelstrecken-Schmalrumpfflugzeug war mit vier Triebwerken des Typs Pratt & Whitney JT3D-1 ausgestattet. Zum Zeitpunkt des Unfalls hatte die Maschine eine Betriebsleistung von 4685 Betriebsstunden.

## Unfallhergang
Am Tag des Abfluges herrschte ein schweres Gewitter in der Nähe von Miami. Bevor die Maschine vom Gate zum Start rollte, erkundigten sich die Piloten bei der Flugsicherung, welche Route sie beim Abflug fliegen sollten. Die Fluglotsen antworteten, dass die meisten Maschinen entweder in Richtung Südwesten oder Südosten steigen würden und dann umkehren und das Gewitter überfliegen würden.
Die Maschine erhielt eine Freigabe zum Start von Bahn 27L (Kurs 270°, demnach in westlicher Richtung). Der Kapitän Roy Almquist flog entsprechend den Vektoren, die er von der Flugsicherung erhalten hatte, eine Linkskurve, um Gebiete zu umfliegen, in denen gewitterbedingte Turbulenzen zu erwarten waren. Eine weitere Maschine hatte kurz vor dem Abflug die gleiche Anweisung erhalten.
Während die Piloten nunmehr eine Flughöhe von 5000 Fuß (ca. 1500 Meter) und einen südöstlichen Kurs beibehielten, bekamen sie die Anweisung, auf einen 300°-Kurs, also nordwestlich, zu drehen. Sie baten sie um Erlaubnis, auf eine höhere Flugfläche steigen zu dürfen. Während sich die Piloten mit dem Fluglotsen über die Sturmaktivität unterhielten und die Bitte um Erlaubnis für den Steigflug mit dem Kontrollzentrum in Miami abgestimmt wurde, äußerte einer der Piloten: „Ahh, wir sind jetzt aus dem Gröbsten raus. Wir können es vor uns sehen. Sieht ziemlich übel aus.“ („Ah-h we're in the clear now. We can see it out ahead ... looks pretty bad.“). Der Pilot bezog sich dabei auf das nun rechts vor der Maschine klar zu erkennende Gewitter.
Um 13:43 Uhr erhielten die Piloten die Freigabe, auf 25.000 Fuß (ca. 7500 Meter) zu steigen. Sie antworteten, dass sie eine Linkskurve von etwa 30 Grad fliegen und dann steigen würden. Der Fluglotse fragte, ob der sich aus der Kurve ergebende Kurs von 270 Grad der Kurs sei, auf dem die Besatzung den Flug fortsetzten wolle, worauf die Piloten antworteten, dass sie ein solcher Kurs wieder auf den Sturm zufliegen lassen würde, mit der Absicht, diesen zu überfliegen. Die Flugsicherung erteilte der Besatzung anschließend die Freigabe für den Steigflug. Nachdem sich die Piloten und Fluglotsen über die mögliche Schwere der Turbulenzen unterhielten, die als moderat bis stark beschrieben wurden, wurde beschlossen, das Gewitter zu umfliegen.
Um 13:45 Uhr übernahm das Miami Air Route Traffic Control Center den Flug 705. Es gab Schwierigkeiten bei der Verständigung, dennoch wurde nicht auf eine weitere Funkfrequenz, für die die Maschine ausgelegt war, gewechselt. Einige Minuten nachdem der Kontakt aufgenommen worden war, erhöhte sich die Steigrate der Maschine plötzlich bis auf 9000 Fuß (ca. 2740 Meter) pro Minute, das Dreifache der üblichen Steigrate dieses Flugzeugtyps. Das Flugzeug hatte eine starke Aufwindzone erreicht, eine Folge des Gewitters. Im Anschluss an diesen raschen Aufstieg, während welchem die Fluggeschwindigkeit der Maschine von 270 auf 215 Knoten (500/398 km/h) sank, und als Reaktion auf die nicht beabsichtigte hohe Steigrate senkte der Pilot die Nase des Flugzeuges stark ab, nachdem kurzzeitig eine Flughöhe von 19.000 Fuß (ca. 6000 Meter) erreicht worden war. Daraufhin sank die Steigrate auf unter Null, das Flugzeug begann rapide zu sinken. Infolge des nun beginnenden Sturzfluges nahmen die negative vertikale Beschleunigung auf etwa -2 G zu, das Flugzeug sank also nunmehr sehr schnell. Es kam dadurch zu einem Strömungsabriss, da der Flügel nun von schräg unten angeströmt wurde, was den Anstellwinkel massiv erhöhte.
Innerhalb der nächsten sieben Sekunden nahm die negative Beschleunigung weiter bis auf -2,8 G zu. Die Maschine begann mit zunehmender Geschwindigkeit nahezu senkrecht Richtung Boden zu stürzen. In diesen sieben Sekunden zeichnete der Flugschreiber keine weitern Steuereingaben auf, wohl, weil beide Piloten durch den Sinkflug in ihre Sitze gedrückt wurden und somit die Steuerorgane nicht erreichen konnte. Als es dem Piloten gelang, die Steuerung zu erreichen konnte er den Sturz kurzzeitig durch Heben der Flugzeugnase mittels Höhenruder abfangen, das Lastvielfache stieg wieder auf einen positiven Wert von 1,5 G. Aufgrund der auftretenden aerodynamischen Kräfte konnte jedoch keine stabile Fluglage hergestellt werden, die Maschine senkte erneut die Nase und ging erneut in einen Sturzflug über. Das Lastvielfache erreichte dabei -3 G. Die Geschwindigkeit erhöhte sich auf mindestens 470 Knoten (870 km/h), die obere Grenze der Aufzeichnungsmöglichkeit des Flugdatenschreibers.
Nachdem die Maschine auf unter 10.000 Fuß (ca. 3000 Meter) gesunken war, brach in Folge der außergewöhnlichen Strukturbelastung das Flugzeug vollständig auseinander. Die Trümmer der Maschine fielen in ein unbesiedeltes Gebiet im Everglades National Park, 37 Meilen (ca. 60 Kilometer) west-südwestwärts des Flughafens Miami.

## Bedeutung
Es handelte sich um den ersten Unfall einer Boeing 720 auf einem Passagierflug und damit um den schwersten Zwischenfall dieses Baumusters. Zwei Jahre später wurde der Absturz hinsichtlich seiner Opferzahl durch den historisch schwersten Unfall einer Boeing 720 übertroffen: Der Flugunfall auf dem Pakistan-International-Airlines-Flug 705 mit 121 Toten wurde dabei ironischerweise unter derselben Flugnummer durchgeführt. Dies ist auch deswegen bemerkenswert, weil sich in der gesamten Betriebszeit der Boeing 720 insgesamt nur drei tödliche Flugunfälle im Passagierflugbetrieb ereigneten.

## Unfalluntersuchung
Die Flugunfalluntersuchung wurde durch das Civil Aeronautics Board geführt. Im Abschlussbericht wurde festgestellt, dass der Unfall verursacht wurde durch das ungünstige Zusammenwirken von starken Auf- und Abwinden und unangemessen starken Rudereingaben der Piloten und die dadurch verursachten Veränderungen hinsichtlich der Längsneigung der Maschine. Dadurch sei die Maschine in eine Fluglage geraten, aus der sie nicht mehr abgefangen werden konnte. Zudem seien in der Folge die strukturellen Belastungsgrenzen der Maschine überschritten worden, woraufhin diese auseinanderbrach.